# Somatisatiestoornis
De somatisatiestoornis is een psychische aandoening die in DSM-IV was ingedeeld bij de somatoforme stoornissen. De stoornis wordt gekenmerkt door een groot aantal verschillende lichamelijke klachten waarvoor geen somatische oorzaak kan worden gevonden.

## Criteria
DSM-IV vermeldde de volgende criteria voor de somatisatiestoornis: 

- A. Een voorgeschiedenis van veel lichamelijke klachten, beginnend voor het dertigste jaar, een aantal jaren aanwezig die geleid hebben tot het zoeken van behandeling of tot significante beperkingen in het sociale of beroepsmatige functioneren of het functioneren op andere belangrijke terreinen.
- B. Aan elk van de volgende criteria moet zijn voldaan, waarbij de afzonderlijke symptomen op enig moment in het beloop van de stoornis kunnen voorkomen:

1. vier pijnklachten: een voorgeschiedenis van pijn op of bij ten minste vier verschillende plaatsen of functies (bijvoorbeeld hoofd, buik, rug, tijdens de menstruatie, tijdens geslachtsgemeenschap of bij het plassen).
2. twee spijsverteringsklachten: een voorgeschiedenis van ten minste twee spijsverteringsklachten anders dan pijn (bijvoorbeeld misselijkheid, opgeblazen gevoel, of intolerantie voor een aantal voedingsmiddelen).
3. één seksuele klacht: een voorgeschiedenis met ten minste één klacht op het gebied van de seksualiteit of voortplanting, anders dan pijn (bijvoorbeeld seksuele onverschilligheid, impotentie, onregelmatige menstruatie, braken gedurende de gehele zwangerschap).
4. één pseudoneurologisch symptoom: een voorgeschiedenis met ten minste één symptoom of uitvalsverschijnsel dat doet denken aan een neurologische aandoening en niet beperkt tot pijn (conversiesymptomen zoals stoornissen in de coördinatie of evenwicht, paralyse of gelokaliseerde spierzwakte, slikproblemen of brok in de keel, dubbelzien, toevallen, dissociatieve verschijnselen zoals bewustzijnsverlies (anders dan flauwvallen)).

- C. Ofwel (1) of (2):

1. na adequaat medisch onderzoek is geen van de symptomen van criterium B eerder toe te schrijven aan een bekende somatische aandoening of het directe effect van een middel (bijvoorbeeld drug, geneesmiddel).
2. als er een somatische aandoening is die hiermee verband houdt, zijn de lichamelijke klachten of de hieruit volgende sociale of beroepsmatige beperkingen ernstiger dan verwacht zou worden op grond van anamnese, lichamelijk onderzoek of laboratoriumuitslagen.

- D. De symptomen worden niet met opzet veroorzaakt of voorgewend (zoals bij de nagebootste stoornis of simulatie).

## Kritiek en aanpassingen
Net als bij andere somatoforme stoornissen in de DSM-IV was een belangrijk punt van kritiek dat de diagnose werd gesteld op basis van de afwezigheid van een lichamelijke verklaring en niet op de aanwezigheid van psychische factoren. Daarnaast werden de criteria voor wat betreft het aantal verschillende soorten klachten niet gesteund door wetenschappelijk onderzoek . Een ander probleem was de willekeurige grens van 30 jaar waarvoor de klachten moesten beginnen om aan de criteria te kunnen voldoen. 
In de DSM-5 is de somatisatiestoornis niet meer opgenomen, maar opgenomen in de nieuwe diagnose somatisch-symptoomstoornis. Deze diagnose is niet alleen gebaseerd op het hebben van lichamelijke klachten, maar ook op de aanwezigheid van niet-behulpzame gedachten, gevoelens en gedragingen gerelateerd aan die klachten.